# Lethrus raymondi
Lethrus raymondi är en skalbaggsart som beskrevs av Edmund Reitter 1890. Lethrus raymondi ingår i släktet Lethrus och familjen tordyvlar. Inga underarter finns listade i Catalogue of Life.